# 魔域大冒險 (探險活寶)
〈魔域大冒險〉（英語：Walnuts & Rain）是《探險活寶》第六季的第31集。在卡通頻道2015年3月5日播出。本集以阿寶和老皮為主角。在這一集裡，阿寶和老皮掉入兩個不同的洞，遭遇兩個截然不同的命運，阿寶成國王大大的客人，他堅持阿寶跟他盯著咕咕鐘的驚喜；而老皮遇到熊小七，在搭建完熱氣木筏已經掉入洞裡多年。事實上他們是在排油煙機的上方，最終老皮和小七都落到排油煙機下至阿寶正被綁架的廚房。因此老皮最終能夠救到阿寶。